# Río Cherepchekol
El río Cherepchekol (en ruso: Черепчеккол) es un río del Gran Cáucaso en el distrito de Karacháyevsk de la república de Karacháyevo-Cherkesia del sur de Rusia. Es un afluente del Teberdá, que desemboca en el río Kubán.

## Curso
El río nace en la estribaciones septentrionales del monte Kolsu (3325 m), que le separa del valle del río Kirkol, afluente del Kol-Tiubiu. Su curso de 4.4 km desciende por un valle de alta montaña en dirección oeste-noroeste hasta llegar a la orilla derecha del Teberdá, al sur de Nízhniaya Teberdá.